# Творчість Василя Селезінки
Василь Михайлович Селезінка (* 14 жовтня 1933, Іспас Горішній)  — актор, письменник, журналіст, театральний і телевізійний режисер, театральний критик, музикант, педагог, краєзнавець, громадсько-культурний діяч.

## Використані в статтях псевдоніми
Турецький В., Коса В., Рибак М.

## Рецензії та відгуки на вистави
Автор понад 200 рецензій на театральні вистави, творчих портретів акторів, статей-досліджень.
- Селезінка В. Глазами гостей: [гастролі ровен. театру] // Брянский рабочий.- 1958.- 29 лип.
- Толок В., Селезинка В. Украинский театр в Боровичах.: [Ровенський, «Ніч під Івана Купала» М.Старицького] // Красная искра.- 1960.- 31 июля (№ 152).- С. 4.
- Селезинка В. Глазами гостей: [про гастроли в Брянську] // Брянский рабочий.- 1961.- 29 июля (№ 178).- С. 3,
- Селезинка В., Петрухин В. Покидая Курск...: [про драму М.Старицького «Ніч під Івана Купала»] // Курская правда.- 1961.- 22 июля(№ 172).- С. з.
- Селезінка В. Український театр у Гомелі: [з Ровно] // Гомельская правда.- 1961.- 10 мая (№ 93).- С. 3.
- Селезынка В. Актори допомогли: [гастролі в Ставрополі] // Червоний прапор.- 1962.- 7 серп. (№ 154).- С. 4.
- Селезинка В. Глазами гостей: [гастролі Ровен. театру] // Брянский рабочий.- 1968.-29 июля.- с.3.
- Коса В. Легкий жанр — оперета?…: [гастролі Харків. театру] // Рад. Буковина.- 1969.- 20 черв. (№ 118).- С. 4.
- Коса В. Музичний турнір міст: [між Чернівцями і Воронежем // Рад. Буковина.- 1969.-27 квіт. (№ 83).- С. 4.
- Селезінка В. Слово про звитягу: [про вист. І.Рачади «Суд матері»] // Рад. Буковина.- 1969.- 5 листоп. (№ 217).- С. 4.
- Селезінка В. Жарке літо Борінь: [гастролі з Калінінград. театру з виставою Кьюсак «Жарке літо в Берліні»] // Рад Буковина.- 1979.- 13 черв.
- Селезінка В. Крізь життєві заметілі: [про виставу М.Стельмаха «Дума про тебе»] // Рад. Буковина.- 1972.- 27 серп.
- Селезінка В. На пульсі життя: [Гастролі в Чернівцях Іжев. драми ім. Короленка] // Рад. Буковина.- 1972.- 27 серп.
- Селезінка В.: [про п'єсу Гімера «Людина і вовк»] // Мол. буковинець.- 1972.- 5 листоп. (№ 133).- С. 4.
- Селезінка В. Болотяні привиди зникають: [про пост. п'єси Я.Малевича «Таємниця старої „Падузи“ (Барба)» в Чернів. театрі ] // Мол. буковинець.- 1973.- 26 сыч. (№ 12).- С. 4.
- Селезынка В. Звертаючись до сучасників: [про п'єсу М.Зарудного «Тануть білі сніги»] // Мол. Буковинець.- 1973.- 12 листоп. (№ 135).- С. 4.
- Селезінка В. На крилах сучасності: [гастролі в Чернівцях Москов. обл. театру ім. О.Островського] // Мол. Буковинець.- 1973.- 5 жовт. (№ 119).- С. 4.
- Селезінка В. Свято добрих почуттів: [гастролі у Чернівцях драм. театру ім. М.Горького з Ростова-на-Дону] // Молю буковинець.- 1973.- 15 черв. (№ 71).- С. 4.
- Селезінка В. У синіх горах: [про виставу за п'єсою В.Сичевського «Чаклунка смніх гір»] // Рад. Буковина.- 1973.- 20 трав.
- Селезінка В. Хто ти сестро: [про виставу Б.Говяди «Колір осіннього життя»] // Рад. Буковина.- 1973.- 15 22 груд.
- Селезінка В. Гості з-над Тихого Дону: [Гастр. в Чернівцях з Ростова-на-Дону т-ру муз.комед.] // Мол. буковинець.-1974.- 31 лип.
- Селезінка В. Знову «сади цвітуть»: [про пост. вист. Куличенка М. «Сади цвітуть» у Чернів. обл. театрі] // Мол. буковинець.- 1974.- 24 трав.
- Селезінка В. Ювілею Пушкіна присвячуєтьс: [прем'єра «Цигани» у постановці Дніпропетров. рос. драм. театру ім. Горького в Чернівцях] // Мол. буковинець.- 1974.- 14 черв.
- Селезінка В. Вірні Батьківщині: [про виставу К.Симонова «Російські Люди» у Чернів. будинку вчителя] // Рад. Буковина.- 1975.- 11 черв. (№ 115).- С. 4.
- Селезінка В. І знову зустріч …: [про гастролі Рязан. театру] // Мол. буковинець.- 1975.- 8 черв. (№ 69).- С. 4.
- Селезінка В. Оглядаючи вистави рязанських друзів: [театр. життя] // Рад Буковина.- 1975.- 20 черв.
- Рибак М. Протокол засідання: [про п'єсу О.Гельмана «Протокол одного засідання» на сцені Чернів. обл. муз.-драм. театру ім. О.Кобилянської] // Мол. буковинець.- 1976.- 6 лют.(№ 16).-С. 4. Зориле Буковиней.- 1976.- 12 лют. (№ 30).- С. 4.
- Селезінка В. Вперше на українській сцені: [вист. О.Фадєєва «Розгром» на сцені Чернів.обл. муз.-драм. театру ім. О.Кобилянської] // Мол. буковинець.- 1976.- 28 листоп. (№ 143),- С. 4.
- Селезінка В. Кынтапе Бэрбэцией: [про виставу М.Погодіна] // Зориле Буковиней.- 1976.- 9 июние (№ 113).- С. 3.
- Селезінка В. На сцені — наші сучасники: [про п'єсу В.Фольварочного «Не проспати роси» на сцени Чернів. обл. муз.-драм. театру ім. О.Кобилянської] // Рад. Буковина.- 1976.- 30 листоп. (№ 228).-С.4.

- Селезінка В. На тему О.Островського: [про п'єсу Б.Равенського і М.Анчарова «Драматична пісня» в пост. Ровен. обл. муз.-драм театру ім О.Островського] // Рад Буковина.- 1976.- 19 верес. (№ 175).- С. 4.
- Селезинка В. Пе сченэ-класика: [про прем'єру вист І.Карпенка-Карого «Оропента» реж О.Литвинчук] // Зориле Буковиней.- 1976.- 15 дечемб. (№ 245).- С. 3.
- Селезінка В. Пісня мужності: [про гастролі Ровен. обл. муз.- драм. театру ім. О.Островського] // Мол. буковинець.- 1976.- 22 верес. (№ 114).- С. 4.
- Селезінка В. Тема нової епохи: [про вист. М.Погодіна «Тема-1929» у виконанні Гроднен. Обл. рос. драм. театру ] // Мрл. Буковинець.- 1976.- 6 черв.(№ 68).- С. 4.
- Селезінка В. Утворення в жанрі: [про вист В.Мар'янина «Суворі едельвейси» в пос. Чернів. обл. муз.-драм. театру ім. О.Кобилянської] // Рад. Буковина.- 1976.- 15 трав. (№ 95).- С. 3.
- Селезінка В. Якщо ти любиш: [про гастролі Гроднен. театру] // Рад. Буковина.- 1976.- 8 черв. (№ 112).- С. 4.
- Селезінка В. Наздожени свій поїзд: [прем'єра А.Крима на сцені Чернів. обл. муз.-драм. театру ім О.Кобиляеської] // Мол. буковинець.- 1978.- 25 січня (№ 11).- С. 4.
- Селезінка В. Сміх це натхнення: [п'єса В.Катаєва «День відпочинку» на чернів. сцені ] // Рад. Буковина.- 1979.- 18 берез.(№ 54).- С. 4.
- Селезінка В. Сценічна повість про сім'ю: [про п'єсу О.Коломійця «Дикий ангел»] // Рад. Буковина.- 1979.- 29 квіт.
- Селезінка В. Знову «Земля»: [вист. за твором О.Кобилянської] // Мол. буковинець.- 1980.- 5 лист. (№ 132).- С. 4.
- Селезінка В. І весело — і серйозно: [гастролі Петропавл. драм. т-ру ім. М.Погодіна в Чернівцях] // Рад. Буковина.- 1980.- 2 лип.
- Селезінка В. Сила батьківської землі: [про виставу В.Фольварочного «Вода з отчої криниці» на сцені Чернів. театру] // Рад. Буковина.- 1980.- 22 берез. (№ 57).- С. 4.
- Селезінка В. Бій запроданству: [гастролі Тернопіль. муз-драм. театру ім Т.Шевченка] // Рад. Буковина.- 1981.- 2 жовт.
- Селезінка В. Вдивляючись в риси сучасника: ["Голубі олені" і «Дикий ангел» О.Коломійця у пост. Київ. театру] // Рад. Буковина.- 1981.- 16 черв.

- Селезінка В. Відблиски історії: [гастролі Тернопіль. обл. муз.-драм. театру ім Т.Шевченка] // Мол. буковинець.- 1981.- 30 верес. (№ 117).- С. 4.
- Селезінка В. Де ла тражедие — на вариетеу: [гастролі в Чернівцях Харків. театру] // Зориле Буковиней.- 1981.- 21 марць.
- Селезінка В. Зримі характери: [гастролі Харків. держ. академ. рос. драм. театру іи О.Пушкіна ] // Мол. буковинець.-1981.- 24 лип. (№ 89).- С.3.
- Селезінка В. Коли роквітає біла троянда…: [Чернів. обл. ляльк. театр] // Рад. Буковина.- 1981.- 25 серп.
- Селезінка В. Нові грані класики: [про вист. А.Чехова «Дядя Ваня» у пост Київ. держ академ. театру ім. І.Франка на чернів. сцені] // Мол. буковинець.- 1981.- 7 черв.(№ 69).- С. 4.
- Селезінка В. Украдене щастя: [про виставу І.Франка] // Мол. буковинець.- 1981.- 1 лип.
- Селезінка В. З вірою в людину: [про виставу В.Фольварочного «…І прийде день»] // Рад. Буковина.- 1982.- 14 грудн.
- Селезінка В. Словом правди: [гастролі Архангел. театру в Чернівцях] // Мол. буковинець.- 1982.- 25 черв. (№ 770.- С. 4.
- Селезінка В. На сільській сцені: [пост поеми Т.Шевченка «Наймичка»] // Рад. Буковина.- 1983.- 16 серп. (№ 156).- С. 4.
- Селезінка В. Сьогодні і завжди: [про п'єсу К.Симонова «Російське питання» у постанов. Чернів. обл. муз.-драм. театру ім. О, Кобилянської] // Рад. Буковина.- 1983.- 16 листоп. (№ 219).- С. 3.
- Селезінка В. У ляльковому прем'єра: [про нову виставу Чернів. театру ляльок «Фарбований лис»] // Мол. буковинець.- 1983.- 23 січ.
- Селезінка В. Форма і образ: Роздуми після спектаклю «Кожна хвилина життя»: [за Ю.Бедзиком] // Рад. Буковина.- 1983.- 16 берез. (№ 52).- С. 3.
- Селезінка В. Високий бар'єр класики: «Декамерон» Дж. Бокаччо] // Рад. Буковина.- 1985.-4 квіт.
- Селезінка В. Вистава про невмирущність: ["Рядові" О.Дударєва] // Рад. Буковина.- 1984.- 21 трв.(№ 98).- С. 4.
- Селезінка В. З глибини народної творчості: [про гастролі Литов. фольк. театру] // Рад Буковина.- 1984.- 5 груд. (№ 233).- С. 4.
- Селезінка В. З гомонів Тихого Дону: [про гастролі Сумського театру] // Рад. Буковина.- 25 черв.
- Селезинка В. Ын кунуна Кобзарулуй Буковинян: [про постановку «Запечатаний двірник» Ю.Федьковича] // Зорилей Буковиней.- 1984.- 21 аугуст (№ 161).- С.3.
- Селезінка В. На пульсі життя: [про вист. «І прийде день» В.Фольварочного] // Рад. Буковина.- 1985.- 22 січ. (№ 15).- С. 4.
- Селезінка В. Наближення до істини: [про п'єсу Ю.Щербака «Наближення»] // Мол. буковинець.- 1985.- 8 груд. (№ 146).- С. 3.
- Селезінка В. Нова грань класики: [про п'єсу І.Карпенка-Карого «Мартин Боруля»]// Рад. Буковина.- 1985.- 22 верес.(№ 188).-С. 3.
- Селезінка В. Осягаючи велич звитяг: [про постановку «У війни — не жіноче обличчя» С.Алексієвич] // Рад. Буковина.- 1985.- 25 трав. (№ 101).- С. 3.
- Селезінка В. Сповідуючи добро: [про виставу В.Фольварочного «І прийде день»] // Літ. Україна,- 21 лют. (№ 8).- С. 6.
- Селезінка В. Високий бар'єр класики: на сцені обл. музю-драм. театру ім. О.Кобилянської ["Декамерон"] // Рад. Буковина.- 1985.- 5 квіт.
- Селезінка В. Вистава про невмирущність: [вистава білоруського драматурга О.Дударєва «Рядові» в пост. обл. театру ім. О.Кобилянської] // Рад. Буковина.- 1985.- 21 трав.
- Селезінка В. Дивні чари казок: [в обл. муз.-драм. т-трі імені О.Кобилянської] // Мол. буковинець.- 1985.- 5 грудн. (№ 233).- С. 4.
- Селезінка В. Виправдовуючи довір'я: [про постановку п'єси «Довір'я» В.Фольварочного на сцені Чернів. муз.-драм. театру ім. О.Кобилянської] // Рад. Буковина.- 1986.- 17 січ.
- Селезинка В. Фемей ку инимь синжерынде: [про гастролі Черкас. театру] // Зориле Буковиней.- 1986.- 25 юлие.
- Турецький В. Народжена серцем: [про гастролі Могильов. театру] // Рад. Буковина.- 1986.- 26 лип.
- Селезінка В. За велінням совісті: [гастролі Івано-Франків. театру в Чернівцях] // Рад. Буковина.- 1987.- 6 жовт. (№ 192).- С. 4.
- Селезінка В. На струнах душі: [п'єса О.Карпенка «Мамина хата» в постановці Чернівець. обл. муз.-драм. театру ім. О.Кобилянської] // Рад. Буковина.- 1987.- 8 квіт.
- Селезінка В. Хвилини відвертості: [про гастролі в Чернівцях Ставропольського театру з виставою «Диктатура совісті» М.Шатрова] // Рад. Буковина._ 1987.- 12 лип. ("134).- с. 3.
- Селезінка В. Хто шукає — знаходить: [про гастролі Севастопольського театру з вист. «Проводимо експеримент»] // Рад. Буковина.- 1987.- 7 черв. (№ 110).- С. 3.
- Рибак М. Силою правди: [про гастролі Вінницького театру] // Рад. Буковина.- 1988.- 30 верес. (№ 188).- С. 4.
- Селезінка В. Відроджена радість: [комедія-оперетка С.Воробкевича «Пан Мандатор» у пост. Чернів. муз.-драм. театру] // Рад. Буковина.- 1988.- 20 квіт.
- Селезінка В.З погляду сьогодення: [про гастролі Воронез. театру у Чернівцях] // Рад. Буковина.- 10 черв. (№ 113).- С. 3.
- Селезінка В. Золотої нитки не згубіть: [про комп. Б.Крижанівського] // Мол. буковинець.- 1988.- 31 груд. (№ 60).- С. 4, 9.
- Селезінка В. Вистава для найменших: [у Чернів. ляльк. театрі «Лісовий цирк» за п'єсою С.Лелюха] // Рад. Буковина.- 1990.- 20 черв.
- Селезінка В. Вірне кохання: [прем'єра п'єс С.Воробкевича «Вірне кохання» і «Пан начальник» на сцені Чернів. муз.-драмю театру] // Рад. Буковина.- 1991.- 19 квіт. (№ 75).- С. 3.
- Селезінка В. Дні нашого життя: [про п'єсу Л.Андрєєва у пост. Чернів. обл. муз.-драм. театру] // Час.- 1991.- 15 лют. (ч.7).- С. 8.
- Селезіека В. Гетьман Дорошенко та інші: [Ів.-Франк. муз.-драм. театр ім. І.Франка на гастролях у Чернівцях з виставою «Гетьман Дорошенко»] // Буковина.- 1992.- 15 верес.
- Селезінка В. Драма? Абсурд? Подія?: [про пост.п'єси Ж.Жене «Служниці»] // Мол. буковинець.- 1992.- 5 груд.
- Селезінка В. Модерн і класика: [вистава М.Старицького «Зимовий вечір»] // Буковина.- 1993.- 18 груд.
- Селезінка В. І знову прем'єра: ["Як наші діди парубкували" за п'єсою В.Канівця] // Чернівці.- 1994.- 9 груд. (№ 50).- С. 3.
- Селезінка В. Перед відкриттям завіси: [64-й сезон Чернів. муз.-драм. театру] // Буковина.- 1994.- 2 листоп.
- Селезінка В. «Розпечатана» драматургія: [про п'єсу Ю.Федьковича «Запечатаний двірник»] // Буковина.- 1994.- 6 серп. (№ 59).- С. 3.
- Селезінка В. Театр піднімає завісу: [про новий сезон у Чернів. муз.-драм. театрі] // Час.- 1994.- 21 жовт. (ч.44).- С. 6; Буковина.-1994.- 2 листоп.
- Селезінка В. Залишилась пісня на спомин про «Грома»: [ А.Чайківського ] // Галичина.- 1997.- 16 серп.
- Селезінка В. П'єса — як дівчина на виданні: [І.Нагірняка «Гнат Перевесло»] // Новодністровськ.- 2005.- груд. (№ 24).- С. 4.

## Статті про театральне життя
- Селезінка В. Виступи китайських артистів: [в Ровно] // Червоний прапор. — 1958.- 23 листоп.. (230). — С. 4.
- Селезінка В. Амвросій Бучма: [про нього] // Червоний прапор. — 1961. — 2 грудн.
- Селезінка В. Відомий український актор: [про К. Соленика] // Червоний прапор. −1961. — 12 лист. — С. 4.
- Селезінка В. Він хотів служити правді: [до 130-річчя від дня народж. М.Старицького] // Рад. Буковина.- 1970.- 15 груд. (№ 245).- С. 3.
- Селезінка В. Добрі люди Петра Міхневича // Буковина.- 1970.- 15 трав.(№ 93).- С.4.
- Селезінка В.Зоря української сцени: [110 років від дня нар. М. Заньковецької] // Рад. Буковина.- 1970.- 5 серп.(№ 152).- С.4.
- Селезінка В. Людяні герої Петра Міхневича: [творч. порт. нар.артиста УРСР П. Г. Михневича] // Укр. Театр.- 1971.- № 1.- С.13-14.
- Селезінка В. «Марічка»: [про п'єсу М. Андрієвич] // Рад. Буковина.- 1971.- 6 черв.
- Селезінка В. «Бути актрисою — нелегко …»: [про засл. арт. УРСР Чернів. муз.-драм. ім. О. Кобилянської О. Ільїну] // Рад. Буковина.- 1973.- 24 лют.
- Селезінка В. Здійснена мрія: [про актрису Чернів. муз.-драм. театру ім. О. Кобилянської В. С. Косахівську] // Мол. буковинець.- 1974.- 20 грудн.
- Селезінка В. Високу нагороду вручено: [Чернів. муз.-драм. театру ім. О. Кобилянської вручено орден Дружби народів] // Мол. буковинець.- 1981.- 9 груд.
- Селезінка В. Дві любові наші: [інтерв'ю В. Селезінки з Б. Ступкою та Н.Сумською] // Мол. буковинець.- 1981.- 5 лип. (№ 81).- С.3.
- Селезінка В. Женерозитатя талентелор: [про гастролі Львів. т-тру] // Зориле Буковиней.- 1984.-15 июлие (№ 136).- С.3.
- Селезінка В. І оживає казка: [башкир. драматурга М.Каріма «Півників млин» в постановці обл. ляльк. театру] // Рад. Буковина.- 1984.- 28 жовт.
- Селезінка В. Образи знані і несподівані: [про виставу К. Симонова «Російські люди» Хмельн. обл. укр. муздрамтеатру на сцені Чернів. театру]// Рад. Буковина.-1984.- 21 верес.(№ 182).-С. 3.
- Селезінка В. Слово про безсмертних: [про п'єсу С.Смирнова «Люди, яких я бачив» у пост. Курськ. обл. драмтеатру ім. О.Пушкіна] // Рад. Буковина.- 1984.- 12 черв. (№ 113).- С.4.
- Селезінка В. Сміх, що болем відгукнеться: [про гастролі Львів. театру ім. М.Заньковецької на сцені Чернів. театру] // Рад. Буковина.- 1984.- 4 лип (№ 135).- С.3.
- Турецький В. Вогонь побратимства: [про П.Міхневича] // Рад. Буковина.- 1986. — 28,29 листоп.
- Селезінка В. Лист ішов 60 літ: [про нар. арт. України П.Міхневича] // Культура і життя.- 1987.-29 берез. (№ 13).- С.4.
- Селезінка В. Позичте … сцену: [про ляльк. театр]// Мол. буковинець.-1987.- 7 квіт.(№ 42).-С.4.
- Селезінка В. Дві любови Богдана Ступки // Рад. Буковина.- 1989.- 2 груд. (№ 231).-С.4.
- Селезінка В. Актор, якому повернули сцену: [про актора профес.театру м. Чернівці М. Н. Цвіта] // Вільна бесіда.- 1990.-14-21 верес.(№ 20).-С.5.
- Селезінка В. Вистава для найменших: [у Чернів. ляльк. театрі «Лісовий цирк» за п‘єсою С.Лелюха] // Рад. Буковина.-1990.- 20 черв.
- Селезінка В. Вірне кохання: [прем'єра п'єси С.Воробкевича «Вірне кохання», реж. А.Литвинчук]// Рад. Буковина.- 1991.- 19 квіт. (№ 75).- С.3.
- Селезінка В. Гетьман Дорошенко та інші: [п'єса Л.Старицької-Черняхівської у виконанні Івано-Франк. муз.-драм. театру ім. І.Франка в Чернівцях ] // Буковина.-1992.- 15 верес.
- Селезінка В. Життєлюб: [про П.Міхневича] // Буковина.- 1992.- 22 жовт.
- Селезінка В. Одним словом — артист!: [про П, Міхневича] // Культура і життя.-1992.- 21 листоп. (№ 27).- С.4.
- Селезінка В. Величава і земна: [спогади про Г. Я. Янушевич] // Буковина.- 1993.- (№ 108).- С.2.
- Селезінка В. «І серце не спиняється в мені»: [про засл. арт. Чернів. драмтеатру О.Ільїну] // Буковин. віче.- 1993.- 30 черв.

Інтерв'ю з письменником М.Стельмахом

- Селезінка В. Мізинчиком кликала його мати …: [букетик споминів на могилу П. Г. Михневича] // Буковин. віче.- 1993.- 24 лип.
- Селезінка В. Шолом, Моня Цвіт!: [євр. акторові — 80] // Час.- 1993. — 24 груд. (ч.62).- С.8.
- Селезінка В. Театр піднімає завісу: [про новий сезон у Чернів. муз.-драм. театрі] // Час.- 1994.- 21 жовт. (№ 44).- С.6; Буковина.- 1994.- 2 листоп.
- Селезінка В. Вивершення мистецького храму: [іст. театру в Чернівцях] // Буковина.- 1995.- 27 верес. (№ 68).- С.2.
- Селезінка В. На честь Ореста Руснака // Культура і життя.- 1995.- 18 жовт. (№ 41).- С.3.
- Селезінка В. Найтрагедніша роль актриси: [Г.Янушевич] // Буковин. віче.- 1997.- 10 груд.(№ 98).- С.6.
- Селезінка В. Петроній Міхнеша: [про нар. арт. України П.Міхневича] // Чернівці.- 2001.- 4 трав.
- Селезінка В. Найтрагічнішна роль Галини Янушевич // Чернівці.- 2001.- 23 берез.(№ 12).- С.12.
- Селезінка В. Роль Ковпака грав син розстріляного священика: [про актора К.Степанкова] // Буковина.- 2004.- 22 верес.
- Селезінка В. Як Сидора Воробкевича на сцену повертали: [до 170-річчя від дня народження Великого Буковинця] // Буковина.- 2006.- 5 трав. (№ 34).- С.2.
- Селезінка В. Єврейський театр зародився в Україні: [за стор. унік. досл. Віктора Проскурякова та Богдана Гоя "Культурологія театру України в контексті часу, дії і архітектури] // Буковина,- 2007.- 12 лют. (№ 12).- С.3.